# Friedel Schmidt
Friedel Schmidt (* 1946 in Lennestadt) ist ein deutscher Maler, Zeichner und Schriftsteller.

## Leben
Schmidt erhielt seine künstlerische Ausbildung an der Werkkunstschule Dortmund und an der Hochschule der Künste in Berlin. Seit 1975 wirkt er als Autor und Illustrator an Bilderbüchern mit; außerdem ist er als Maler und Cartoonist tätig. Schmidt lebt mit seiner Ehefrau in Oldenburg.

## Werke
- Parole Balthasar, Hannover 1975 (zusammen mit Ingrid Bergman und Waltraut Schmidt)
- Ich und Opa, Oldenburg [u. a.] 1976 (zusammen mit Waltraut Schmidt)
- Paul Pinguin, Oldenburg [u. a.] 1976 (zusammen mit Waltraut Schmidt)
- Wir sollten uns mal wiedersehen, Oldenburg [u. a.] 1977 (zusammen mit Waltraut Schmidt)
- Kinder erleben den Alltag, Ravensburg 1978 (zusammen mit Waltraut Schmidt)
- Rolf Semmelbäck backt heute nicht, Hannover [u. a.] 1978 (zusammen mit Waltraut Schmidt)
- Gewittergeschichten für einen Hund, Ravensburg 1980 (zusammen mit Gina Ruck-Pauquèt und Waltraut Schmidt)
- Ich habe eine Meise, Aarau [u. a.] 1980 (zusammen mit Burckhard Garbe und Waltraut Schmidt)
- Köpfchen in das Wasser, Düsseldorf 1980 (zusammen mit Waltraut Schmidt)
- Hurra, ich hab's geschafft, Oldenburg [u. a.] 1981
- Ich bin schon ein großer Hase, Oldenburg [u. a.] 1981
- Wischi und Waschi, Oldenburg [u. a.] 1982
- Eins, zwei, drei, wer geht vorbei?, Hildesheim 1983
- Da rennt die kleine Hausmaus aus ihrem Mausehaus raus, Hildesheim 1985
- Hundeleben, Hildesheim 1985
- Ein großes Schwein war auch mal klein, Hildesheim 1986
- Ich male dir den Mond und schenk dir einen Stern, Hildesheim 1986
- Ein kleines Schwein kommt selten allein, Hildesheim 1986
- Lieber halb als völlig fertig!, Hildesheim 1986
- Draußen vor dem Fenster, Hildesheim 1987
- Die Geburtstagsfeier, Oldenburg 1987
- Der Hund mit der Mütze, Hildesheim 1987
- I love you – ich mich auch, Hildesheim 1987
- Das kleine Schwein schläft heut nicht ein, Hildesheim 1987
- Daß Schweine Schweine heißen, ist die größte Sauerei!, Oldenburg 1988
- Haha Hase, Oldenburg 1988
- Schwein bleibt Schwein, Hildesheim 1988
- Von hier bis ans Ende der Welt, Hildesheim 1988
- Winnie und Wolke, Oldenburg 1989
- Der erste Schnee, Oldenburg 1990 (zusammen mit Friedrich Güll)
- Das fängt ja gut an!, Oldenburg 1990
- Es lebe der kleine Unterschied! Wer?, Oldenburg 1991
- Ich hab dich zum Fressen gern, Aarau [u. a.] 1991
- Ein kleines Schwein kommt selten allein und drei andere Bilderbuchgeschichten, Hildesheim 1991
- Auf dicke Freundschaft, Oldenburg 1993
- Schau mir in die Augen Kleiner!, Oldenburg 1994
- Viel Glück!, Oldenburg 1994
- Cartoons für Glückspilze, Oldenburg 1996
- Viel Spaß mit dem Hund, Oldenburg 1998
- Alles wird gut!, Oldenburg 1999
- Du!, Oldenburg 2000
- Nie mehr allein!, Oldenburg 2000
- Mama, Oldenburg 2001
- Nimm mich mit!, Oldenburg 2001
- Ich hab euch alle beide lieb!, Oldenburg 2002
- Nur Mut und mach dir keine Sorgen!, Oldenburg 2002
- Komm kuscheln!, Oldenburg 2003
- Ein Kuß für Mama!, Oldenburg 2003
- Schmusebuch, Oldenburg 2004
- Schnarch ..., Oldenburg 2004
- Mein Geschenk für dich, Münster 2007

## Herausgeberschaft
- Joachim Ringelnatz: Ein Taschenkrebs und ein Känguru, Düsseldorf 2008

## Illustrierte Werke
- Hansjörg Martin: Ist der Mars aus Marzipan?, München 1975 (illustriert zusammen mit Waltraut Schmidt)
- Tilde Michels: Gespenster zu kaufen gesucht, Oldenburg [u. a.] 1975 (illustriert zusammen mit Waltraut Schmidt)
- Peter Härtling: Theo haut ab, Weinheim [u. a.] 1977 (illustriert zusammen Waltraut Schmidt)
- Kräht der Hahn früh am Morgen, München [u. a.] 1979 (illustriert zusammen mit Waltraut Schmidt)
- Gedichte für Anfänger, Reinbek bei Hamburg 1980
- Linde von Keyserlingk: Geschichten aus Anderland, Reinbek bei Hamburg 1988
- Christopher Foster: Der Rabe Joshua, Düsseldorf 2006
- Marcel Messing: Ein unwegsames Land, Düsseldorf 2006